# WTA de Filderstadt
O WTA de Filderstadt – ou Porsche Tennis Grand Prix, na última edição – foi um torneio de tênis profissional feminino, de nível WTA Tier II.
Realizado em Filderstadt, no sudoeste da Alemanha, estreou em 1978. Os jogos eram disputados em quadras duras cobertas durante o mês de outubro. Depois de 2005, foi substituído pelo WTA de Stuttgart.

## Finais

### Simples
| Ano  | Campeã              | Vice-campeã            | Resultado     |
| ---- | ------------------- | ---------------------- | ------------- |
| 2005 | Lindsay Davenport   | Amélie Mauresmo        | 6–2, 6–4      |
| 2004 | Lindsay Davenport   | Amélie Mauresmo        | 6–2, ab.      |
| 2003 | Kim Clijsters       | Justine Henin-Hardenne | 5–7, 6–4, 6–2 |
| 2002 | Kim Clijsters       | Daniela Hantuchová     | 4–6, 6–3, 6–4 |
| 2001 | Lindsay Davenport   | Justine Henin          | 7–5, 6–4      |
| 2000 | Martina Hingis      | Kim Clijsters          | 6–0, 6–3      |
| 1999 | Martina Hingis      | Mary Pierce            | 6–4, 6–1      |
| 1998 | Sandrine Testud     | Lindsay Davenport      | 7–5, 6–3      |
| 1997 | Martina Hingis      | Lisa Raymond           | 6–4, 6–2      |
| 1996 | Martina Hingis      | Anke Huber             | 6–2, 3–6, 6–3 |
| 1995 | Iva Majoli          | Gabriela Sabatini      | 6–4, 7–64     |
| 1994 | Anke Huber          | Mary Pierce            | 6–4, 6–2      |
| 1993 | Mary Pierce         | Natalia Zvereva        | 6–3, 6–3      |
| 1992 | Martina Navrátilová | Gabriela Sabatini      | 7–6, 6–3      |
| 1991 | Anke Huber          | Martina Navrátilová    | 2–6, 6–2, 7–6 |
| 1990 | Mary Joe Fernández  | Barbara Paulus         | 6–1, 6–3      |
| 1989 | Gabriela Sabatini   | Mary Joe Fernández     | 7–6, 6–4      |
| 1988 | Martina Navrátilová | Chris Evert            | 6–2, 6–3      |
| 1987 | Martina Navrátilová | Chris Evert            | 7–5, 6–1      |
| 1986 | Martina Navrátilová | Hana Mandlíková        | 6–2, 6–3      |
| 1985 | Pam Shriver         | Catarina Lindqvist     | 6–1, 7–5      |
| 1984 | Catarina Lindqvist  | Steffi Graf            | 6–1, 6–4      |
| 1983 | Martina Navrátilová | Catherine Tanvier      | 6–1, 6–2      |
| 1982 | Martina Navrátilová | Tracy Austin           | 6–3, 6–3      |
| 1981 | Tracy Austin        | Martina Navrátilová    | 4–6, 6–3, 6–4 |
| 1980 | Tracy Austin        | Sherry Acker           | 6–2, 7–5      |
| 1979 | Tracy Austin        | Martina Navrátilová    | 6–3, 6–2      |
| 1978 | Tracy Austin        | Betty Stöve            | 6–3, 6–3      |

### Duplas
| Ano  | Campeãs                                  | Vice-campeãs                            | Resultado       |
| ---- | ---------------------------------------- | --------------------------------------- | --------------- |
| 2005 | Daniela Hantuchová Anastasia Myskina     | Květa Peschke Francesca Schiavone       | 6–0, 3–6, 7–5   |
| 2004 | Cara Black Rennae Stubbs                 | Anna-Lena Grönefeld Julia Schruff       | 6–3, 6–2        |
| 2003 | Lisa Raymond Rennae Stubbs               | Cara Black Martina Navrátilová          | 6–2, 6–4        |
| 2002 | Lindsay Davenport Lisa Raymond           | Meghann Shaughnessy Paola Suárez        | 6–2, 6–4        |
| 2001 | Lindsay Davenport Lisa Raymond           | Justine Henin Meghann Shaughnessy       | 6–4, 46–7, 7–5  |
| 2000 | Martina Hingis Anna Kournikova           | Arantxa Sánchez Vicario Barbara Schett  | 6–4, 6–2        |
| 1999 | Chanda Rubin Sandrine Testud             | Larisa Neiland Arantxa Sánchez Vicario  | 6–3, 6–4        |
| 1998 | Lindsay Davenport Natasha Zvereva        | Anna Kournikova Arantxa Sánchez Vicario | 6–4, 6–2        |
| 1997 | Martina Hingis Arantxa Sánchez Vicario   | Lindsay Davenport Jana Novotná          | 7–64, 3–6, 7–63 |
| 1996 | Nicole Arendt Jana Novotná               | Martina Hingis Helena Suková            | 6–2, 6–3        |
| 1995 | Gigi Fernández Natasha Zvereva           | Meredith McGrath Larisa Neiland         | 5–7, 6–1, 6–4   |
| 1994 | Gigi Fernández Natalia Zvereva           | Manon Bollegraf Larisa Neiland          | 7–65, 6–4       |
| 1993 | Gigi Fernández Natalia Zvereva           | Patty Fendick Martina Navrátilová       | 7–66, 6–4       |
| 1992 | Arantxa Sánchez Vicario Helena Suková    | Pam Shriver Natalia Zvereva             | 6–4, 7–5        |
| 1991 | Martina Navrátilová Jana Novotná         | Pam Shriver Natalia Zvereva             | 6–2, 5–7, 6–4   |
| 1990 | Mary Joe Fernández Zina Garrison-Jackson | Mercedes Paz Arantxa Sánchez Vicario    | 7–5, 6–3        |
| 1989 | Gigi Fernández Robin White               | Elna Reinach Raffaella Reggi            | 6–4, 7–62       |
| 1988 | Martina Navrátilová Iwona Kuczyńska      | Elna Reinach Raffaella Reggi            | 6–1, 6–4        |
| 1987 | Martina Navrátilová Pam Shriver          | Zina Garrison Lori McNeil               | 6–1, 6–2        |
| 1986 | Martina Navrátilová Pam Shriver          | Zina Garrison Gabriela Sabatini         | 7–65, 6–4       |
| 1985 | Hana Mandlíková Pam Shriver              | Carina Karlsson Tine Scheuer-Larsen     | 6–2, 6–1        |
| 1984 | Claudia Kohde Kilsch Helena Suková       | Bettina Bunge Eva Pfaff                 | 6–2, 4–6, 6–3   |
| 1983 | Martina Navrátilová Candy Reynolds       | Virginia Ruzici Catherine Tanvier       | 6–2, 6–1        |
| 1982 | Martina Navrátilová Pam Shriver          | Candy Reynolds Anne Smith               | 6–2, 6–3        |
| 1981 | Mima Jaušovec Martina Navrátilová        | Barbara Potter Anne Smith               | 6–4, 6–1        |
| 1980 | Hana Mandlíková Betty Stöve              | Kathy Jordan Anne Smith                 | 6–4, 7–5        |
| 1979 | Billie Jean King Martina Navrátilová     | Betty Stöve Wendy Turnbull              | 6–3, 6–3        |
| 1978 | Tracy Austin Betty Stöve                 | Mima Jaušovec Virginia Ruzici           | 6–3, 6–3        |